# Rhipidarctia rhodosoma
Rhipidarctia rhodosoma är en fjärilsart som beskrevs av Sergius G. Kiriakoff 1957. Rhipidarctia rhodosoma ingår i släktet Rhipidarctia och familjen björnspinnare. Inga underarter finns listade.